# La plenitud de la señorita Brodie
La plenitud de la señorita Brodie (título original en inglés, The Prime of Miss Jean Brodie) es un libro breve de la novelista Muriel Spark, la más conocida de sus obras. Vio la publicación por vez primera en la revista The New Yorker y fue publicada como un libro por Macmillan en 1961. El personaje de la señorita Jean Brodie atrajo la fama internacional sobre Spark y la puso en el primer rango de la literatura contemporánea escocesa. En 2005, la novela fue elegida por la revista Time como una de las cien mejores novelas en inglés desde el año 1923 al presente. En 1998, la Modern Library dio a La plenitud de la señorita Jean Brodie el puesto 76 en su lista de las 100 mejores novelas en inglés del siglo XX.

## Resumen de la trama
En el Edimburgo de los años 1930, seis niñas de diez años, Sandy, Rose, Mary, Jenny, Monica, y Eunice son asignadas a la señorita Jean Brodie, quien se describe a sí misma como que está "en su plenitud", como su maestra. La señorita Brodie, decidida a que reciban una educación en el sentido original del verbo latino educere, "guiar", da a sus estudiantes lecciones sobre su vida amorosa personal y sus viajes, promocionando historia del arte, estudios clásicos y fascismo. Con ella de mentora, estas seis chicas a las que Brodie distingue como el grupo de élite entre sus estudiantes—conocidas como el "grupo Brodie"—empiezan a destacarse del resto de la escuela. Sin embargo, en uno de los típicos "avances hacia delante" de la novela averiguamos que una de ellas más adelante traicionará a Brodie, haciendo que pierda su trabajo docente, pero que ella nunca sabrá quién.
En la Junior School, conocen al maestro de canto, el señor Gordon Lowther; y el maestro de arte, el guapo, veterano de guerra manco el señor Teddy Lloyd, un católico casado con seis hijos. Estos dos maestros forman un triángulo amoroso con la señorita Brodie, cada uno de ellos amándola, mientras que ella solo ama al señor Lloyd. Sin embargo, la señorita Brodie nunca lleva a la práctica abiertamente su amor por el señor Lloyd, salvo en una ocasión en que se besó con él, y esto lo vio Monica.
Durante una ausencia de dos semanas de la escuela, la señorita Brodie se embarca en un lío con el señor Lowther sobre la base de que un soltero es un amante más respetable: ella ha renunciado al señor Lloyd porque él estaba casado. En algún momento de estos dos años en la Junior School, a Jenny "se le acerca un hombre que alegremente se exhibe ante ella junto al Water of Leith". La investigación policial del exhibicionismo lleva a Sandy a imaginarse que forma parte de una fuerza policial ficticia que busca evidencias para incriminar a Brodie y el señor Lowther.
Una vez que las muchachas pasan de curso a la Senior School (a los doce años) aunque ahora están separadas, mantienen su identidad como el grupo de Brodie. La señorita Brodie se mantiene en contacto con ellas después del colegio invitándolas, lo mismo que hacía cuando eran sus alumnas. Mientras tanto la directora del colegio señorita Mackay intenta quebrantarlas y recoge información suficiente para despedir a Brodie. La señorita Mackay ha sugerido más de una vez que la señorita Brodie debería buscar empleo en una escuela "progresiva"; la señorita Brodie rechaza trasladarse a lo que ella describe como una escuela "excéntrica". Cuando otros dos profesores de la escuela, las hermanas Kerr, cogen empleo a tiempo parcial como ama de llaves del señor Lowther, la señorita Brodie intenta asumir sus obligaciones. Se pone a engordarlo con su cocina extravagante. Las chicas, ahora de trece años, visitan a la señorita Brodie en parejas en casa del señor Lowther, donde todo lo que hace Brodie es preguntar sobre el señor Lloyd en presencia del señor Lowther. Llegados a este punto el señor Lloyd le pide a Rose y ocasionalmente a otras chicas que posen para él como modelos de retrato. Cada cara que pinta al final se parece a la señorita Brodie, como le dicen detalladamente las chicas a ella, y ella se entusiasma cuando se lo dicen. Un día cuando Sandy está visitando al señor Lloyd, él la besa.
Antes de que el grupo Brodie llegue a los dieciséis años, la señorita Brodie pone a prueba a las chicas para saber en cuál de ellas puede realmente confiar, estableciendo al final a Sandy como su confidente. La señorita Brodie está obsesionada con la idea de que Rose, como la más guapa del grupo Brodie, debería tener un lío con el señor Lloyd en lugar de ella. Empieza a descuidar al señor Lowther, quien acaba casándose con la señorita Lockhart, la profesora de ciencias. Otro estudiante, Joyce Emily, entra brevemente en escena, intentando sin éxito unirse al grupo Brodie. La señorita Brodie la protege separadamente, animándola a escaparse para luchar en la guerra civil española en el bando nacional, lo que ella hace, sólo para morir accidentalmente cuando el tren en el que viaja resulta atacado.
El grupo Brodie original, ahora de diecisiete años y en su último año de escuela, empiezan a ir cada una por su lado. Mary y Jenny se van antes de pasar los exámenes, Mary para convertirse en mecanógrafa y Jenny para emprender una carrera de actriz. Eunice se convierte en enfermera y Monica en científica. Rose se hace con un esposo guapo. Sandy, con un profundo interés en psicología, está fascinada por el tozudo amor del señor Lloyd, su mente de pintor, y su religión. Sandy y Rose posan para las pinturas del señor Lloyd, Sandy sabe que la señorita Brodie espera que Rose se implique sexualmente con Lloyd. Rose, sin embargo, ignora el plan diseñado para ella y de esta manera Sandy, ahora de dieciocho años y sola con el señor Lloyd en su casa mientras que su esposa y los niños están de vacaciones, tiene un lío con él ella misma durante cinco semanas durante el verano. Pasado el tiempo, el interés de Sandy en el hombre se debilita mientras que su interés en la mente que ama Jean Brodie crece. Al final, Sandy lo abandona, adopta su religión católica, y se convierte en monja. Antes de eso, sin embargo, se encuentra con la señorita Mackay y francamente confiesa querer detener a la señorita Brodie. Sugiere que la directora podría acusarla de defender el fascismo, y esta táctica tiene éxito. No es hasta que ella está moribunda un año después del final de la Segunda Guerra Mundial puede la señorita Brodie imaginar que fue su confidente, Sandy, quien la traicionó. Después de su muerte, no obstante, Sandy, llamada ahora hermana Elena de la Transfiguración y autora de La transfiguración de lo común y corriente, sostiene que "sólo es posible traicionar allí donde se debe lealtad". Un día, cuando un joven visita a Sandy en el convento debido a su extraño libro de psicología, para preguntar por las principales influencias de sus años de escuela, "¿Fueron literarias o políticas o personales? ¿Fue el calvinismo?" Dice Sandy: "Hubo una tal señorita Jean Brodie en su plenitud."

## Personajes

### Personajes principales
Jean Brodie
"Ella cree que es la Providencia, aunque según Sandy, cree que es el Dios de Calvino." En algún sentido lo es: en su plenitud ella escoge a unas pocas alumnas para ella, como los calvinistas entienden que Dios escoge a sus elegidos para la salvación. En relación con la religión, la señorita Brodie "no tenía dudas, dejaba que todo el mundo supiera que ella no tenía dudas, que Dios estaba a su lado sin importar lo que ella hiciera, de manera que ella no experimenta dificultades ni sentido de hipocresía en la oración mientras que al mismo tiempo se acostaba con el maestro de canto." Sintiendo que estaba predestinada, de una u otra forma, Brodie actúa como si ella trascendiera la moralidad.
Sandy Stranger
Una del grupo, "la señorita Brodie se decidió por Sandy," tomándola como su confidente especial. Se la caracteriza como con "ojos pequeños, casi inexistentes" y una mirada de cerca. La señorita Brodie recuerda una y otra vez a Sandy que tiene agudeza pero no instinto. Sandy rechaza el calvinismo, reaccionando contra su rígida predestinación en favor del catolicismo.
Rose Stanley
En contraste con Sandy, Rose es una rubia atractiva con (según la señorita Brodie) instinto pero no agudeza. Aunque de alguna manera no se lo merecem, Rose es "famosa por el sexo", y el profesor de arte señor Lloyd le pide que actúe de modelo para sus pinturas: rápidamente queda claro que él no tiene ningún interés sexual por ella y la usa sólo porque es un buen modelo. En cada pintura, Rose se parece a Brodie, a quien el señor Lloyd ama tozudamente. Rose y Sandy son las dos muchachas en las que la señorita Brodie pone la mayor confianza de convertirse en la crème de la crème. De nuevo a diferencia de Sandy, Rose "se sacudió la influencia de la señorita Brodie mientras un perro se sacude agua de su abrigo."
Mary Macgregor
Lerda y lenta, Mary es la cabeza de turco de Brodie. Mary sumisamente asume la culpa por todo lo que va mal. A los veintitrés años de edad, muere en un incendio, mientras corre alejándose del edificio en llamas y luego volviendo a entrar.

### Personajes secundarios
- Monica Douglas: miembro del grupo, famosa por matemáticas y su enojo;
- Jenny Gray: miembro del grupo, famosa por su belleza;
- Eunice Gardiner: miembro del grupo, famosa por su habilidad como gimnasta y nadadora;
- Teddy Lloyd: el maestro de arte;
- Gordon Lowther: el maestro de canto;
- Miss Mackay: la directora;
- Miss Alison Kerr: maestra de costura de Marcia Blaine con su hermana Ellen;
- Miss Ellen Kerr: hermana mayor de la señorita Alison;
- Miss Gaunt: una maestra de escuela y hermana del ministro de Cramond;
- Miss Lockhart: una maestra de química, la más agradable en Marcia Blaine;
- Joyce Emily Hammond: una chica que fue enviada a Marcia Blaine. Murió en la guerra civil española.

## Estructura
Spark despliega sus tramas no en secuencia, pero pieza a pieza, haciendo un amplio uso de la técnica narrativa de prolepsis (flash-forward). Por ejemplo, el lector averigua pronto que alguien traicionará a la señorita Brodie, aunque esto ocurrirá al final de sus años escolares. Gradualmente Spark pone de manifiesto quién fue la traidora, y al final se proporcionan todos los detalles alrededor del acontecimiento. Spark desarrolla sus personajes de esta manera, también: Joyce Emily es presentada justo como la muchacha que es rechazada del grupo Brodie. Con esta técnica, el narrador de la historia es omnisciente y atemporal, relatando toda la trama de un momento.
Spark crea una honda caracterización que es realista en sus imperfecciones humanas. Hal Hager, en su comentario sobre la novela, escribe de Sandy y la señorita Brodie: "La complejidad de estos dos personajes, especialmente Jean Brodie, refleja la complejidad de la vida humana. Jean Brodie es genuinamente sincera en su intento de abrir las vidas de las muchachas, subrayando su conciencia de ellas mismas y su mundo, y liberándolas de los modos convencionales y restrictivos de pensar, sentir y ser".

## Base autobiográfica de la historia
El personaje de la señorita Jean Brodie se basó en parte en Christina Kay, una maestra de Spark durante dos años en la James Gillespie's High School para chicas. Spark escribiría más adelante de ella: "Lo que llenó nuestras mentes de maravilla e hizo de Christina Kay tan memorable era el drama personal y la poesía en la que ocurría todo dentro de su clase." La señorita Kay fue la base para las partes buenas del personaje de Brodie, pero también algunos de los rasgos más extravagantes; por ejemplo, la señorita Kay colgó pósteres de pinturas renacentistas en la pared, pero también de Benito Mussolini y los fascistas italianos marchando. Spark creció en un Edimburgo intensamente presbiteriano, mientras que los defensores de Franco eran casi unánimemente católicos. Christina Kay cuidaba de su madre viuda, no del maestro de música que estaba enamorada de ella. Animó a la joven Muriel Spark a convertirse en escritora. Spark, como Sandy, se convirtió al catolicismo.

## Adaptaciones
La novela ha sido adaptada a la escena, al cine y la televisión. Todas las versiones han conservado el título de La plenitud de la señorita Brodie.
Primero se produjo la adaptación teatral en 1968.  La película de 1969 fue protagonizada por Maggie Smith, y fue esencialmente una adaptación de la obra teatral. Smith ganó un Óscar por su interpretación. En 1978 se transmitió una adaptación televisiva en forma de serial protagonizada por Geraldine McEwan.